# 鎌田滋
鎌田 滋（かまた しげる、1974年5月19日 -）は、地方競馬の大井競馬場松浦裕之厩舎所属の元騎手である。現在は調教師補佐。騎手時代の勝負服の柄は胴黄・赤一本輪、袖紫。東京都出身、血液型O型。

## 来歴
1992年3月31日付けで地方競馬騎手免許を取得し、鶴田憲吉厩舎から騎手デビュー。同年4月15日大井競馬第3競走カガノボルで初騎乗（12頭立て3着）。同年7月2日大井競馬第2競走をスーパーマリオットで優勝、初勝利をあげる。
小野寺孝司厩舎を経て松浦裕之厩舎に所属変更。
2007年5月23日調教師補佐免許試験に合格し、同年5月31日付けで騎手引退。6月1日付けで調教師補佐となった。
最終騎乗は大井競馬第4競走3歳条件戦11番人気アヅマシュアリーに騎乗し12着だった（14頭立て）。
地方通算成績は1972戦63勝・2着109回・3着133回・勝率3.2%・連対率8.7%（2009年7月5日現在）